# Факультет кино и телевидения Академии музыкальных искусств в Праге
Факультет кино и телевидения Академии изящных искусств в Праге (чеш. Filmová a televizní fakulta Akademie múzických umění v Praze, FAMU) — один из трёх факультетов Академии изящных искусств в Праге (два других — театральный и музыкально-танцевальный) и пятая старейшая киношкола в мире. Студенты факультета получают образование в основном в профессиях, связанных с кинематографом, телевидением, электронными и традиционными средствами массовой информации.
FAMU является членом Международной ассоциации школ кино и телевидения (CILECT), и Европейской группы школ кино и телевидения (GEECT). В 2011 и 2012 годах The Hollywood Reporter включал факультет в свой список 25 лучших киношкол мира. В 2018 году сайт Top Universities включил факультет в список лучших киношкол континентальной Европы, охарактеризовав его как одну из старейших и самых престижных киноакадемий мира.

## Учёба
Студенты с начала обучения проходят совместную программу, которая вводит их в контекст всех дисциплин, которые изучают в академии, в то же время уже профилируя свои собственные области обучения:
- анимация
- аудиовизуальные исследования
- документалистика
- фотография (обучение на чешском и английском языках)
- камера
- кинопроизводство
- режиссура
- сценаристика и драматургия
- редактирование
- создание звука
- кино и цифровые медиа (обучение на английском языке)

Каждую осень проводится студенческий конкурс FAMUfest. FAMU, как и большинство других художественных факультетов, традиционно относится к школам с наиболее отчётливым различием между количеством зачисленных и принятых студентов. FAMU организует два раза в год «открытый день», когда можно проконсультироваться с преподавателями всех отделов FAMU.
С 1990-х годов в Чешской Республике существует ряд учебных программ, аналогичных другим государственным университетам и частным высшим профессиональным школам (например, в Праге,
Брно, Усти-над-Лабем, Писек, Опава, Злин).

## История
Факультет был основан 28 ноября 1946 года как часть Академии исполнительских искусств. На рубеже 1950-1960-х годов FAMU стал естественным центром чешской «новой волны», внёсший значительный вклад в мировой кинематограф. Несмотря на сильный идеологический прессинг со стороны властей, который значительно усилился после подавления Пражской весны и последовавшей за этим нормализации, на FAMU всегда влиял либеральный дух. Однако до конца 1980-х годов факультет был тесно связан с государственной монополией на кино- и телевизионную деятельность. В 1990 году, после Бархатной революции и падения социалистического режима Академия была преобразована из государственного в общественное учебное заведение.
В настоящее время факультет, как и Академия, полностью вовлечён в общеевропейскую сеть университетов, которые приняли так называемое Болонское соглашение, позволившее расширить взаимосвязь исследований и учебных занятий, а также создать единое европейское пространство высшего образования. У FAMU также есть несколько школ-партнёров в США, таких как Школа искусств Тиша Нью-Йоркского университета, Колледж Эммерсон, Калифорнийский институт искусств, Университет Майами, Американский университет.
Учебные планы FAMU с самого начала были сбалансированы между практическими упражнениями и образованием на уровне университетов. После 2002 года FAMU провёл ряд концептуальных изменений, направленных на расширение школы, особенно за рубежом. Учебная составляющая учебных планов была усилена, а возможности для практических занятий расширены. FAMU также начал принимать чешских и иностранных педагогов и художников, таких как Жан-Клод Каррьер, Брендан Уорд, Линда Аронсон, Генри Хиллз и многие другие. Благодаря американской организации Trust for Mutual Understanding, FAMU с 2005 года организует серию семинаров с ведущими американскими экспериментальными кинематографистами. Фильмы из школ FAMU, особенно выпускных проектов, часто появляются в кинотеатрах, например, «Чешская мечта» (чеш. Český sen) Вита Клусак и Филипа Ремунда или «Затерявшийся отпуск» (чеш. Ztracená dovolená) Люси Краловой.

## Оборудование и финансирование
FAMU находится во Дворце Лажанских на улице Набережная Сметаны 2 в районе Прага 1. Кроме того, в здании на улице Клименц 2 (Прага 1) располагается FAMU Studio, оборудованная профессиональной кино- и телевизионной техникой, в том числе, современным оборудованием для цифровой обработки изображений и пост-продакшена. Студенты изучающие фотографию имеют в своём распоряжении студию Кафедры фотографии, а также студии в главном здании FAMU и в здании AMU в Мала-Стране и Бероуне.
Стоимость осуществления практических занятий покрывается за счёт бюджета школы (то есть фактически из государственного бюджета) в пределах суммы, указанной в описании этих упражнений. Иностранные студенты, которые изучают различные программы в Международной кафедре FAMU, оплачивают учёбу и свои практические занятия самостоятельно. Педагоги FAMU, особенно Милош Войтеховский, участвовали в создании Института интермедиа (чеш. Institutu intermédií, IIM), соучредителями которого стали AMU и Чешский технический университет. Институт интермедиа с 2003 года создаёт платформу для международного сотрудничества студентов и педагогов технических и художественных вузов.

## Руководство
- магистр Зденек Холи — декан
- магистр искусств Камила Златушкова — заместитель декана по внешним связям
- магистр Марек Вайхр — заместитель декана по исследованиям и науке
- магистр Томаш Дворжак, Ph.D. — заместитель декана по науке и исследованиям
- доктор Иво Трайков — президент академического сената
- инженер Йиндржих Колек — секретарь

## Список деканов FAMU
- 1946—1950 — Карел Плицка
- 1950—1951 — Юлиус Калаш[чеш.] (заместитель декана)
- 1951—1952 — Франтишек Дворжак[чеш.]
- 1952—1954 — Милош Вацлав Кратохвил
- 1954—1958 — Ярослав Боучек
- 1958—1960 — Франтишек Дворжак
- 1960—1961 — Милош Вацлав Кратохвил
- 1961—1967 — Бедржих Пилны
- 1967—1969 — Франтишек Даниель
- 1970—1973 — Йозеф Церемуга[чеш.]
- 1973—1976 — Бедржих Пилны
- 1976—1980 — Илья Бояновский
- 1980—1990 — Вацлав Скленар
- 1990—1993 — Йозеф Пецак
- 1993 — Пётр Прокоп (заместитель декана)
- 1993—1999 — Ян Бернард
- 1999—2002 — Карел Кочман
- 2002—2008 — Михал Брегант[чеш.]
- 2008—2016 — Павел Йех
- 2016—н. в. — Зденек Холи

## Известные выпускники
- Милош Форман — чешский и американский кинорежиссёр и сценарист
- Саша Гедеон — режиссёр и сценарист
- Вера Хитилова — кинорежиссёр и сценарист
- Агнешка Холланд — польский кинорежиссёр и сценарист
- Юрай Якубиско — словацкий кинорежиссёр
- Войтех Ясны — режиссёр и сценарист
- Йозеф Куделка — фотограф-документалист
- Эмир Кустурица — югославский и сербский кинорежиссёр и актер
- Иржи Менцель — кинорежиссёр, актёр, сценарист
- Горан Паскалевич — югославский и сербский кинорежиссёр
- Иван Пассер — кинорежиссёр и сценарист
- Галина Павловская — чешская писательница, сценаристка и публицистка, издатель, актриса
- Филип Ремунда — режиссёр-документалист
- Кароль Сидон — раввин, писатель, драматург и переводчик
- Богдан Слама — режиссёр, сценарист, актёр и педагог
- Ян Сверак — режиссёр, актёр, продюсер и сценарист
- Хисен Хакани — албанский режиссёр, сценарист
- Юлиус Шевчик  — режиссёр, сценарист.